# Axel Lais
Axel Lais (* 5. März 1964) ist ein ehemaliger deutscher Fußballspieler und -trainer.

## Sportlicher Werdegang
Lais entstammt der Jugend der Eintracht Freiburg, die er in Richtung SC Freiburg verließ. Für den seinerzeitigen Zweitligisten debütierte er in der Spielzeit 1984/85 in der 2. Bundesliga, als der Abwehrspieler beim 1:0-Auswärtssieg am 6. Oktober 1984 bei den Stuttgarter Kickers in der Startformation stand. Bis zum Sommer 1987 bestritt er für die Breisgauer 90 Spiele im Profifußball, knapp ein Jahr nach seinem Debüt erzielte er beim 2:0-Auswärtssieg bei der SG Wattenscheid 09 am 5. Oktober 1985 sein einziges Tor in der zweithöchsten Spielklasse.
Lais wechselte im Sommer 1987 zum FC Sportfreunde DJK Freiburg, der in die drittklassige Oberliga Baden-Württemberg aufgestiegen war. Als Tabellenvorletzter der Spielzeit 1987/88 stieg er mit der Mannschaft direkt wieder ab, an der Seite von weiteren Ex-Profis wie Gerhard Welz, Ralf Schöpperle, Jörg Linsenmaier, Ralf Obermann und Nenad Salov hatte er 26 Ligaspiele mit vier Torerfolgen bestritten.
Später war Lais als Trainer im südbadischen Amateurfußball tätig, wo er zeitweise auch noch selbst als Spieler in der Kreisliga mitwirkte. Er nahm regelmäßig an Spielen der Traditionsmannschaft des SC Freiburg teil.